# Variometer
Variométer je instrument, ki kaže hitrost dviganja ali spuščanja letala. Deluje po načelu merjenja spremembe zračnega tlaka. Hitrost in trend (tj. raste/pada) spremembe pove hitrost in smer spremembe višine.

## Tipi variometrov
Osnovna izvedba variometra je izvedena s pomočjo meritve spremembe statičnega tlaka. Pnevmatski variometri delujejo s pomočjo zračnega toka, ki teče v ali iz izenačevalne posode, saj se tlak v njej ne spremeni enako hitro, kot zunanji (statični) tlak. Na podlagi hitrosti zračnega toka pride do odklona mehanizma instrumenta, kar se prenese na kazalec. 
Poleg mehanskih variometrov pa danes obstajajo tudi električni variometri, ki jim je poleg funkcije variometra mogoče dodati tudi druge funkcije (npr. računanje doleta in optimalne hitrosti jadralnih letal), so pa tudi bolj odzivni od mehanskih.
Prve izvedbe teh variometrov so delovale na osnovi električno ogrevanih žic, ki jih je bolj ali manj hladil zračni tok (odvisno od hitrosti dviganja ali spuščanja). Modernejše izvedbe uporabljajo pretvornike tlaka v električni signal.

## Kompenzirani variometer
Za namene jadralnega letalstva je na voljo t. i. kompenzirani variometer (tudi variometer totalne energije). Ta se od osnovne izvedbe razlikuje po dodatni kompenzacijski Venturijevi cevki na repu letala.
Odklon takega variometra je proporcionalen časovnim spremembam totalne energije (t. i. vsote kinetične in potencialne energije), zato povečevanje kinetične energije na račun zmanjšanja potencialne energije (in obratno) nima vpliva na kazanje variometra, saj je totalna energija v tem primeru ves čas enaka. 
Obstajajo pa tudi izvedenke teh variometrov, ki se imenujejo Neto variometri. Osnova tega tipa variometra je mikroprocesor, ki odšteva hitrost spuščanja letala (odvisnost hitrosti spuščanja od hitrosti letala se da vprogramirati kot matematično funkcijo) in tako prikazuje le hitrost dviganja ali spuščanja zraka okrog letala. Na ta način pilot ve, kaj se dogaja z zrakom okrog njega (dviganje/spuščanje).